# هوركي
هوركي (Горки, Горкі) هي مدينة في مقاطعة ماهيلجاو في روسيا البيضاء.